# Něščarda
Něščarda (bělorusky Возера Нешчарда, rusky Неще́рдо озеро) je sladkovodní jezero v Bělorusku. Nachází se v Běloruském pojezeří nedaleko obce Rasony ve Vitebské oblasti a patří do povodí řeky Drysy.
Jezero má rozlohu 26,4 km², průměrnou hloubku 3,1 m a maximální hloubku 8,1 m. Povodí má rozlohu 143 km². Čára břehu přesahuje 50 km a je nejdelší ze všech běloruských jezer. Něščarda leží v nadmořské výšce 147 m, v okolí se nacházejí nízké morény.
Název jezera pochází z baltského výrazu „skardu“ (strž).
Břehy jsou porostlé rákosem. Významný je místní rybolov; v jezeře žije kapr obecný, jelec jesen, cejn velký, štika obecná, candát obecný a další druhy. Dno jezera je pokryto sapropelem. 
Za vlády Ivana Hrozného byl na břehu postaven stejnojmenný hrad.
Ve vesnici Muragi na břehu jezera se v roce 1794 narodil básník Jan Barszcewski.